# Pietro Generali (compositore)
Pietro Generali (Roma, 23 ottobre 1773 – Novara, 8 novembre 1832) è stato un compositore italiano.

## Biografia
Il suo cognome era Mercandetti Generali. Il padre, originario della omonima frazione di Masserano (BI), adottò solo il secondo cognome quando si trasferì a Roma. In questa città Pietro poté studiare canto alla Cappella musicale liberiana della Basilica di Santa Maria Maggiore e successivamente contrappunto, sotto la guida di Giovanni Masi, maestro di cappella e compositore presso San Giacomo degli Spagnoli. Per un breve periodo studiò anche a Napoli, come egli stesso dichiara in una lettera inviata a Johann Simon Mayr nel 1810:
Fui in un tempo in Conservatorio a Napoli... mà di questo non ne debbo fare menzione, ché di là fuggj dopo quattro mesi, e ritornai dal mio caro Masi.
A Roma si diplomò alla Congregazione di Santa Cecilia e iniziò a operare come cantante di chiesa e di teatro e come compositore di musica sacra. Nel 1800 debuttò come operista con Gli amanti ridicoli, ma il suo primo vero successo arrivò con Le Gelosie di Giorgio, farsa rappresentata a Bologna nel 1803, e fu consacrato sulla scena internazionale con Pamela nubile, farsa messa in scena il 12 aprile 1804, al Teatro San Benedetto di Venezia. Seguirono molte altre farse e opere buffe, fra le quali si ricordano Le Lagrime d'una vedova, Adelina, Cecchina suonatrice di ghironda, La Vedova delirante, Chi non risica non rosica, La Contessa di Colle Erboso, che vennero scritti per i teatri di Venezia, Bologna, Firenze, Vicenza, Roma, Milano e Torino. Compose numerose opere serie; tra queste fu molto applaudito il melodramma eroico I Baccanti di Roma, rappresentato il 14 gennaio 1816 a Venezia, al Teatro La Fenice, con Giovanni David e riscritto completamente per Trieste, con il titolo I Baccanali di Roma (giugno 1816).
Nella primavera del 1817, amareggiato dall'insuccesso del melodramma Rodrigo di Valenza alla Scala di Milano, diretto da Alessandro Rolla, con Carolina Bassi, Domenico Donzelli e Filippo Galli (basso), si recò a Barcellona, dove per una stagione e mezza fu direttore del Teatro de la Santa Cruz. Tornato in Italia nel 1819 dopo un breve soggiorno a Parigi, dal 1820 al 1823, fu attivo a Napoli come compositore d'opere e poi a Palermo come direttore del Teatro Carolino (Teatro Santa Cecilia), dal 1823 alla primavera del 1825, quando fu sostituito, forse a causa di una malattia, da Gaetano Donizetti. Riassunto l'incarico nel marzo del 1826, nel settembre dello stesso anno fu bandito per decreto reale da tutti i territori del Regno delle Due Sicilie, in quanto maestro venerabile di una loggia massonica palermitana. Dopo un breve soggiorno a Firenze, dove al Teatro della Pergola tenne la prima del dramma sacro di grande successo Jefte, a metà 1827 assunse l'incarico di maestro di cappella della Cattedrale di Novara, carica che tenne sino alla morte. In questo periodo rappresentò ancora i melodrammi Francesca di Rimini (1829) e Beniowski (1831) alla Fenice di Venezia (il primo per l'inaugurazione dei restauri del teatro con Giuditta Grisi, Marietta Brambilla e Giovanni Battista Verger e ripreso sia a Venezia sia a Brescia con grande successo), e Il Romito di Provenza (1831) alla Scala di Milano, produzione che esteticamente si stacca significativamente da quella precedente. Morì nel 1832 per aver trascurato una malattia polmonare.
Mentre >Pietro Generali era in vita, sue opere furono rappresentate in Austria, Germania, Svizzera, Paesi Bassi, Inghilterra, Francia, Spagna, Portogallo, Grecia, Boemia, Ungheria, Romania, India, Russia, Messico, Cuba.

## Considerazioni sull'artista
Generali compose 56 opere, nonché svariate cantate e musica sacra. I suoi primi lavori, considerati moderni e stravaganti nel loro vigore, presentano una ricca orchestrazione e un'inusuale ricchezza armonica. Invece le sue ultime opere, come anche quelle di molti altri compositori suoi coevi, appaiono come palesi imitazioni di quelle di Rossini.
Egli era solito usare effetti drammatici nella sua musica, come il suo crescendo d'orchestra, del quale Rossini stesso in seguito si avvalse.

## Lavori
Compose 56 opere:
- Gli Amanti ridicoli (intermezzi, libretto di Giovanni Battista Lorenzi, 1800, Roma)
- Le Nozze del Duca Nottolone (opera buffa, libretto di anonimo, 1802, Roma)
- La Villanella in cimento (farsa, libretto di Luigi Romanelli, 1802, Roma)
- Le Gelosie di Giorgio (farsa, libretto di Giuseppe Palomba, 1803, Bologna)
- Pamela nubile (farsa, libretto di Gaetano Rossi, da Carlo Goldoni, 1804, Venezia)
- La Calzolaja (farsa, libretto di Gaetano Rossi, 1804, Venezia)
- Don Chisciotte della Mancia (dramma giocoso, libretto di Gaetano Rossi, da Miguel de Cervantes, 1805, Teatro alla Scala di Milano, con Francesca Festa)
- Misantropia e Pentimento (dramma sentimentale, libretto di Leonardo G. Buonavoglia, 1805, Venezia)
- Orgoglio ed Umiliazione (dramma eroicomico, libretto di Giuseppe Maria Foppa, 1805, Venezia)
- Gl'inganni della somiglianza (anche con tit. Gli Effetti della somiglianza, farsa, libretto di Giuseppe Maria Foppa, 1805, Venezia)
- La villana fortunata (opera buffa, libretto di Andrea Leone Tottola, 1807, Napoli)
- L'idolo cinese (commedia per musica, libretto di Giovanni Battista Lorenzi, 1808, Napoli)
- Le Lagrime d'una vedova (farsa, libretto di Giuseppe Maria Foppa, da Camillo Federici, 1808, Venezia)
- Lo Sposo in bersaglio (dramma giocoso, libretto di Gaetano Gasbarri, 1808, Firenze)
- Il Ritratto del Duca (farsa, libretto di Giuseppe Maria Foppa, 1809, Venezia)
- Il Matrimonio in contrasto (farsa, libretto di Giuseppe Checcherini, 1809, Vicenza)
- La Moglie giudice del marito (farsa, libretto di Giuseppe Maria Foppa, 1809, Venezia)
- Amor vince lo sdegno (dramma giocoso, libretto di Giuseppe Maria Foppa, 1809, Roma)
- Adelina (farsa, libretto di Gaetano Rossi, da Solomon Gessner, 1810, Venezia)
- Cecchina suonatrice di ghironda (farsa, libretto di Gaetano Rossi, 1810, Venezia)
- Chi non risica non rosica (melodramma giocoso, libretto di Timolao Crestofilo pseudonimo di Luigi Romanelli, 1811, Teatro alla Scala di Milano con Marietta Marcolini)
- La Vedova delirante (opera buffa, libretto di Jacopo Ferretti da Stefano Scatizzi, 1811, Roma)
- La Sciocca per gli altri e l'accorta per sé (dramma giocoso, libretto di Giuseppe Maria Foppa, 1811, Venezia)
- La Vedova stravagante (melodramma giocoso, libretto di Luigi Romanelli, 1812, Teatro alla Scala di Milano con Teresa Belloc-Giorgi e Filippo Galli (basso) diretto da Alessandro Rolla)
- Orbo che ci vede o sia Il Medico ciabattino (dramma giocoso, libretto di Angelo Anelli, 1812, Bologna)
- Isabella (farsa, libretto di Giuseppe Maria Foppa, 1812, Venezia)
- Eginardo e Lisbetta (dramma semiserio, libretto di anonimo, 1813, Napoli)
- Gaulo ed Oitona (dramma serio, libretto di Leopoldo Fidanza, 1813, Teatro San Carlo di Napoli con Andrea Nozzari, Manuel García (padre) e Michele Benedetti (basso))
- L'Amore prodotto dall'odio (commedia per musica in 2 atti, libretto di Luigi Prividali, 1813, Teatro alla Scala di Milano diretta da Rolla con Claudio Bonoldi)
- Bajazet (dramma per musica, libretto di anonimo, 1813, Théâtre Impérial od ex-Teatro regio di Torino con Elisabetta Manfredini e Bonoldi)
- Il Servo padrone (dramma giocoso, libretto di Caterino Mazzolà, 1814, Teatro Carignano di Torino)
- La Contessa di Colle Erboso (commedia per musica, libretto di Giuseppe Maria Foppa, 1813, Torino)
- L'impostore (dramma comico, libretto di Angelo Anelli, 1815, Teatro alla Scala di Milano)
- I Baccanti di Roma (melodramma eroico, libretto di Gaetano Rossi, 1816, Venezia)
- I Baccanali di Roma (melodramma eroico, libretto di Gaetano Rossi, 1816, Trieste)
- Clato (dramma serio, libretto di Adriano Lorenzoni, 1816, Teatro Comunale di Bologna)
- Rodrigo di Valenza (melodramma serio, libretto di Felice Romani, 1817, Teatro alla Scala di Milano diretta da Rolla con Carolina Bassi, Francesca Festa Domenico Donzelli e Filippo Galli (basso))
- Gusmano di Valhor (dramma serio, libretto di Antonio Peracchi, da Alzire di Voltaire, 1817, Barcellona)
- La Rosa bianca e la rosa rossa (dramma per musica, libretto di Felice Romani, 1818, Torino)
- Adelaide di Borgogna (melodramma serio, libretto di Felice Romanelli, 1819, Rovigo)
- Idomeneo (dramma, libretto di Filipe Hilbrath, 1819, Lisbona)
- Il Gabbamondo (dramma giocoso, libretto di Cesare Sterbini, 1819, Roma)
- Chiara di Rosemberg (melodramma eroicomico, libretto di Andrea Leone Tottola, 1820, Napoli)
- La Testa meravigliosa (dramma per musica, libretto di Andrea Leone Tottola, 1821, Napoli)
- Elena e Olfredo (dramma per musica, libretto di Andrea Leone Tottola, 1821, Teatro San Carlo di Napoli con Andrea Nozzari, Giovanni David e Michele Benedetti (basso))
- La Sposa indiana (dramma per musica, libretto di Giovanni Schmidt, 1822, Teatro San Carlo di Napoli con David, Nozzari e Benedetti)
- Argene e Alsindo (dramma per musica, libretto di Giovanni Schmidt, 1822, Teatro San Carlo di Napoli con Donzelli e Benedetti)
- Le Nozze fra i nemici (dramma semiserio, libretto di Andrea Leone Tottola, 1823, Napoli)
- Emilio (opera seria, non rappresentata, 1826, Palermo)
- Jefte (dramma sacro, libretto di anonimo da Francesco Gonella, 1827, Firenze)
- Il Divorzio persiano o sia il Gran Bazzarro di Bassora (opera seria in 2 atti, libretto di Felice Romani, 1828, Teatro Grande poi Teatro Verdi (Trieste))
- Francesca di Rimini (dramma per musica, libretto di Paolo Pola, basato sulla Divina Commedia di Dante Alighieri, 1828, Venezia)
- Il Romito di Provenza (melodramma, libretto di Felice Romani, 1831, Teatro alla Scala di Milano diretta da Rolla)
- Beniowski (melodramma serio in 2 atti, libretto di Gaetano Rossi, 1831, Venezia)
- L'Ozia (melodramma, rappresentazione postuma, libretto di Luigi Venturi, 1833, Firenze)
- La Gabbia dei matti (farsa, rappresentazione postuma, 1833, Novara)

Compose anche numerose cantate, tra cui:
- Il trionfo della verità (prologo, libretto di Francesco Ballani, 1800, Roma)
- Omaggio della Città di Novara alle LL. MM. RR. Carlo Felice e Maria Cristina (cantata drammatica, libretto di Costantino Piccoli, 1828, Novara)